# Gigliola Cinquetti
Gigliola Cinquetti, född 20 december 1947 i Verona i Italien, är en italiensk sångerska, TV-personlighet och journalist.
Gigliola Cinquetti har tävlat i San Remo-festivalen tolv gånger, första gången var 1963 med Non ho l'età (per amarti) (se nedan) och senaste gången var 1995 med "Giovane vecchio cuore". Bland andra framgångsrika låtar kan nämnas "La Pioggia" och "Alle porte del sole". På senare år är hon i huvudsak verksam som professionell journalist och programledare i TV (RAI). Hon är bosatt i Rom, är gift och har två söner.

## Eurovision Song Contest
Gigliola Cinquetti är främst känd för att hon som sextonåring vann Eurovision Song Contest 1964 med låten Non ho l'età (per amarti) (ungefärlig översättning: Jag är inte gammal nog (att älska dig)). Låten blev sedan en av de första låtarna med annat språk än engelska att nå Storbritanniens topp-40-lista där den toppade på plats 17. I Sverige blev den också mycket populär och låg 15 veckor på Kvällstoppen med en åttondeplats som högsta placering.
Cinquetti tävlade i samma tävling igen 1974 med Sì (svenska Ja) och kom tvåa efter Abba och deras Waterloo. Låten blev även den en hit i Storbritannien och Cinquetti spelade även in en med engelsk text och titeln Go. I Italien censurerades låten och tävlingen av TV (RAI) i flera veckor då man var rädd att den kunde påverka en folkomröstning om skilsmässor (i texten upprepas ordet "sì", dvs "ja").
Gigliola Cinquetti var tillsammans med Toto Cutugno värd för Eurovision Song Contest 1991 i Rom, vilken vanns av Carola och Fångad av en stormvind.
Vid ESC 2022 i Turin framförde hon sin vinnarlåt från 1964.

## Bilder

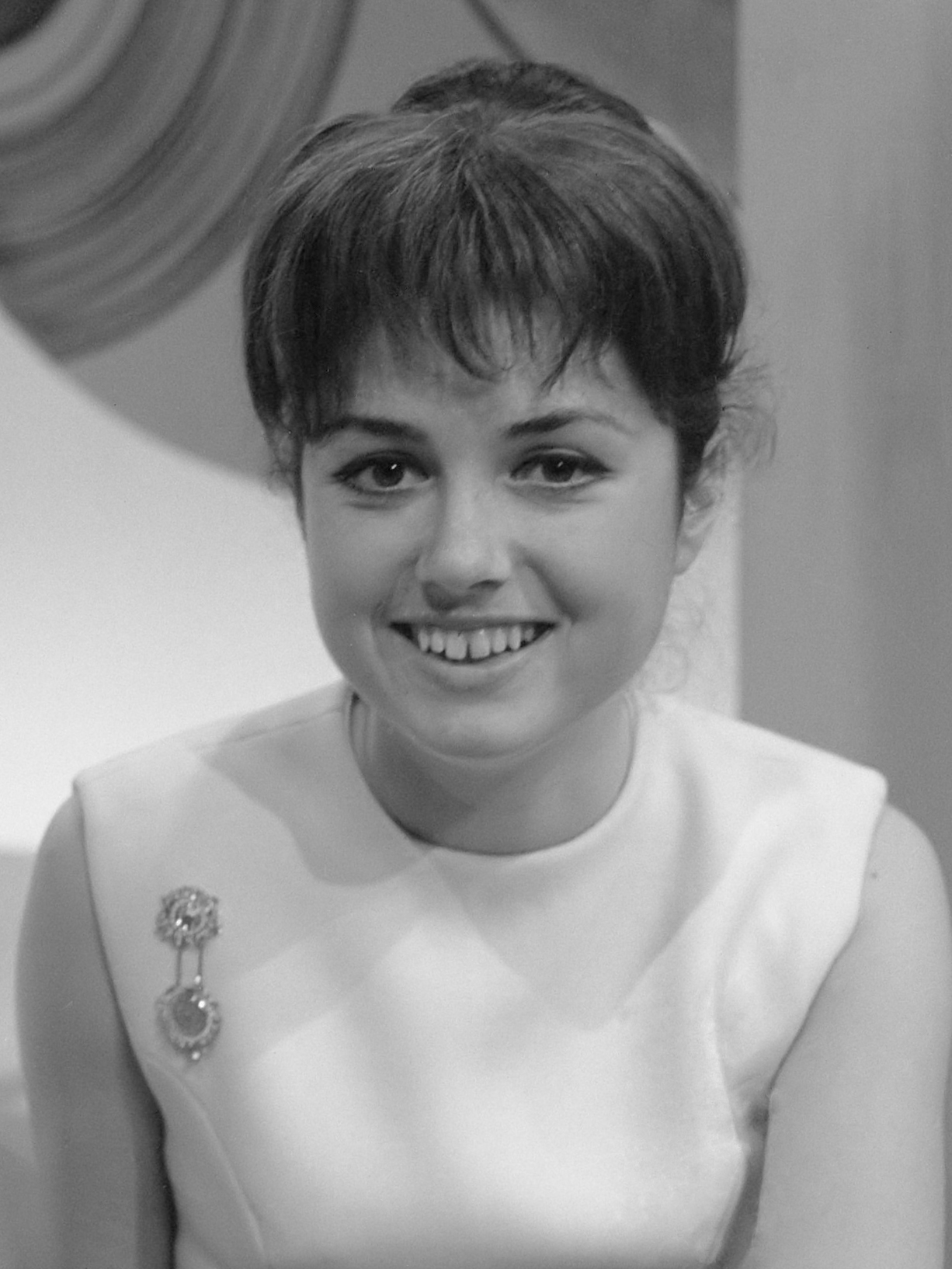
Gigliola Cinquetti 1966.